# Берра
Бе́рра (итал. Berra) —  упразднённая коммуна в Италии, расположена в области Эмилия-Романья, подчиняется административному центру Феррара. Ныне является фракцией коммуны Рива-дель-По.
Население коммуны, на 31.12.2018 года, составляло 4667 человек, плотность населения — 67,99 чел./км². Коммуна занимала площадь 68,64 км². 
Почтовый индекс — 44033. Телефонный код — 0532.

## История
Коммуна Берра была упразднена 1 января 2019 года, с целью создания новой коммуны Рива-дель-По. Она была создана путём слияния соседних муниципалитетов Берра и Ро. 

## Демография
Название жителей населённого пункта  — беррези.